# Hi-way
HI-way es un juego de arcade para un solo jugador de Atari Inc., lanzado originalmente en 1975. Comercializado con el lema "Hola, todo lo que necesita son ruedas", fue el primer juego de Atari en utilizar un gabinete en la cabina.

## Tecnología
Este fue el primer juego de conducción sentado de Atari. El hardware del juego es un diseño lógico discreto previo a la CPU y utilizó el proceso Durastress. El gabinete fue patentado el 20 de octubre de 1975: (Patente de Estados Unidos # D243,626,).

## Jugabilidad
Este es un juego en el que esquivas coches a ambos lados de una carretera estrecha de dos carriles. Por cada coche que pase, ganará un punto. Si golpea un automóvil en la carretera, pierde todo su impulso y no gana el punto. El jugador se sentará en una cabina y conducirá con un volante. El juego termina cuando se acaba el tiempo.